# چینا لی
چینا لی (انگلیسی: China Lee؛ تلفظِ انگلیسیِ نامِ کوچک: chee-na؛ زادهٔ ۲ سپتامبر ۱۹۴۲) مانکن و هنرپیشه اهل ایالات متحده آمریکا است.
از فیلم‌ها یا برنامه‌های تلویزیونی که وی در آن نقش داشته است می‌توان به چه خبر، تایگر لی‌لی؟ اشاره کرد.